# Свети Георги (Райчица)
Вижте пояснителната страница за други значения на Свети Георги.
„Свети Георги Победоносец“ (на македонска литературна норма: „Свети Ѓорѓи Победоносец“) е православен манастир в Северна Македония.

## Местоположение
Разположен е в Радовци - долната махала на селото Райчица, на 2 километра източно от град Дебър в западната част на страната.

## История
„Свети Георги Победоносец“ е женски манастир и е метох на известния Бигорски манастир „Свети Йоан Предтеча“. Предполага се, че манастирът е основан в началото на XIV век. Манастирските конаци са изградени в 1835 година по времето на игуменството на архимандрит Арсений Бигорски от Галичник. Църквата е зографисана в периода от 1840 до 1852 година от зограф Михаил Анагност от Самарина и сина му Димитър Михайлов - монах Данаил от Бигорския манастир, а долният дял е изрисуван от техния ученик Дичо Зограф от Тресонче. Иконостасът е дело на майстори от Самарина.
В 1945 година монахините са изгонени от манастира от новите комунистически власти и манастирът е превърнат в конюшня. До 1999 година манастирът е в руини. По инициатива на игумена на Бигорския манастир архимандрит Партений Фидановски манастирът е възобновен и в него отново има монашеско сестринство.
В манастира ръчно се изработват митри, носени от владиците на Македонска православна църква, както и от владиците в другите православни църкви.
- Входът на манастира
- Ръката на Свети Георги
- Алегория на Евхаристията, стенопис в проскомидията, Дичо Зограф, 1848/1852 г.